# Гордиан II
Марк Анто́ний Гордиа́н Семпро́ниан Рома́н Африка́н (лат. Marcus Antonius Gordianus Sempronianus Romanus Africanus, в историографии — Гордиан II; около 192, Малая Азия — 12 апреля 238, Карфаген) — римский император, правивший в 238 году.
Выходец из малоазиатских провинций, Гордиан сделал обычную сенаторскую карьеру. Находясь в должности легата при своём престарелом отце, проконсуле Африки, Гордиан был провозглашён вместе с ним императором в начале 238 года в результате восстания местного населения против Максимина I. Хотя Гордиан II и его отец нашли поддержку во многих африканских городах и получили признание римского сената, их совместное правление продолжалось недолго. Спустя три недели с момента провозглашения императором Гордиан-младший погиб в сражении у предместий Карфагена во время неудачной попытки защитить город от сохранившего верность Максимину наместника Нумидии Капелиана.

## Происхождение и карьера
Историки располагают скудными сведениями о жизни и карьере Гордиана II до африканского восстания. Источником, предоставляющим наиболее полную информацию, является биография трёх Гордианов в «Истории Августов», которая наполнена различными недостоверными фактами, из-за чего приходится отделять правду от вымысла. Марк Антоний Гордиан Семпрониан родился в 191 или 192 году. Такая датировка основана на сообщении Юлия Капитолина, согласно которому на момент смерти Гордиану II было сорок шесть лет. К. Д. Грасби оспаривает сведения, приводимые в «Истории Августов», и полагает, что рождение Гордиана-младшего следует датировать периодом около 200 года. По всей видимости, род Гордиана происходил из малоазиатских провинций, предположительно, из Галатии или Каппадокии, о чём свидетельствует когномен Гордиан. Его имя Марк Антоний может указывать на то, что предки Гордиана получили римское гражданство от триумвира Марка Антония. Прозвища Роман и Африкан появляются в надписях с именем Гордиана только в 237/238 году. Это говорит о том, что он их взял, вероятнее всего, после начала восстания в пропагандистских целях.
Отец Гордиана II, носивший такое же имя, сделал успешную сенаторскую карьеру. Согласно Юлию Капитолину мать Гордиана II звали Фабия Орестилла и она была правнучкой императора Антонина Пия. По всей видимости, эти сведения являются выдуманными и, таким образом, настоящее имя его матери неизвестно. Помимо этого, у Гордиана-младшего была сестра Меция Фаустина, ставшая матерью императора Гордиана III, однако о достоверности её имени также ничего однозначно сказать нельзя. Известно, что греческий софист Флавий Филострат посвятил свой труд «Жизни софистов» некоему «светлейшему гипату Антонию Гордиану», род которого «ведётся от софиста Герода». Из этих слов следует, что упомянутый Гордиан был прямым потомком известного греческого оратора II века Герода Аттика. Остаётся предметом исследований то, кого именно имел в виду Филострат — Гордиана-младшего или его отца. Т. Д. Барнс полагает, что «Жизни софистов» были посвящены Гордиану-младшему, который был потомком Герода Аттика через брак Гордиана-старшего с одной из внучек оратора. В свою очередь, К. Д. Грасби считает, что Гордиан I является прямым потомком одного из детей Герода Аттика и Филострат обратил своё посвящение к нему.

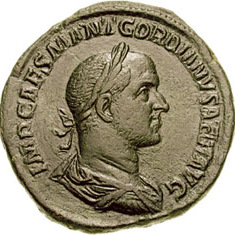
Сестерций с портретом Гордиана II

О жене и детях Гордиана II нет никаких сведений. Юлий Капитолин сообщает, будто бы он держал 22 наложницы, от каждой из которых имел по несколько детей. В целом, биография Гордиана-младшего в «Истории Августов» содержит множество пассажей, рассказывающих о его пышной жизни и любви к различным удовольствиям. По сомнительному свидетельству Псевдо-Аврелия Виктора, император Клавдий II Готский был внебрачным сыном императора Гордиана II от связи с девушкой, которая его «обучала обращению с женой».
Как рассказывает Юлий Капитолин, в «науках Гордиан подавал большие надежды» и обладал исключительной памятью. Кроме того, он был учеником сына писателя эпохи династии Северов Серена Саммоника, носившего такое же имя (современные историки считает эти данные не заслуживающими доверия), который оставил ему в наследство библиотеку из 62 тысяч свитков. В «Истории Августов» сохранилась короткая запись о карьере Гордиана II, однако однозначно судить о правдивости приводимых там сведений нельзя. В эпоху правления Гелиогабала он занимал должность квестора, «якобы вследствие того, что этому погрязшему в излишествах императору расхвалили разгульность молодого человека, которая, однако, не была связана ни с излишествами, ни с бесславием». При Александре Севере Гордиан был назначен городским претором. Юлий Капитолин пишет, что Гордиан на этом посту «прославился разбором судебных дел», за что император назначил его консулом (по всей видимости, консулом-суффектом). П. фон Роден датирует консульство Гордиана II 226 или 229 годом. К. Д. Грасби, в свою очередь, отвергает правдивость сведений о консульстве Гордиана, полагая, что при обычном cursus honorum он мог бы достичь его только к 240-м годам. Помимо этого, он относит и квестуру, и претуру ко времени правления Александра Севера. Считая, что Филострат посвятил «Жизни софистов» Гордиану-младшему по случаю его консульства, Т. Д. Барнс выдвинул версию, что около 230 года он занимал должность проконсула провинции Ахайя. Кроме того, на основе упоминания Филострата о том, как он с Гордианом обсуждал софистов в храме Аполлона в Дафне близ сирийской Антиохии, историк предполагает, что Гордиан-младший либо сопровождал своего отца, когда тот был наместником Келесирии, либо был легатом IV Скифского легиона. Около 237 года Гордиан-младший стал легатом при своем отце, назначенном проконсулом Африки. Хотя необычно, что бывший консул служил в качестве легата при правителе провинции, известно, что сыновья наместников часто находились на каких-нибудь постах при своих отцах.

## Восстание против Максимина I Фракийца и гибель
В феврале — начале марта 235 года во время похода против германских племен Александр Север вместе со своей матерью погиб от рук недовольных солдат в Могонциаке. В результате легионеры провозгласили императором выходца из Фракии военачальника Гая Юлия Вера Максимина, получившего прозвище Фракиец. Хотя он и был признан сенатом, представители аристократического класса считали его варваром, не настоящим римлянином. В свою очередь, император так и не посетил столицу, проведя все своё правление в кампаниях на рейнской и дунайской границе. Помимо этого, Максимин Фракиец увеличил налоги, взимаемые в провинциях. В конечном счёте недовольство его правлением привело к восстанию в Африке в 238 году.
Предположительно, поздней зимой или ранней весной 238 года молодёжь из африканской знати из-за жёсткой фискальной политики организовала убийство прокуратора Максимина, после чего в Тисдре (современный Эль-Джем, Тунис) провозгласила императором Гордиана-старшего, вынужденного возглавить восстание. Точно не известно, находился ли Гордиан-младший в Тисдре в момент гибели императорского прокуратора и провозглашения своего отца августом. В жизнеописании Максимина и его сына в «Истории Августов» рассказывается, что Гордиан II был публично объявлен императором вместе со своим отцом в Тисдре перед тем, как оба принцепса отправились в Карфаген. Однако в биографии трёх Гордианов со ссылкой на Дексиппа утверждается, что Гордиан II стал императором несколько дней спустя уже в Карфагене. Греческий историк Геродиан, современник событий 238 года, не упоминает Гордиана II в описании событий в Тисдре в начале восстания, но он же указывает, что, когда вести о мятеже достигли Рима спустя несколько дней, отец и сын уже были вместе объявлены императорами сенатом. Вместе с императорским достоинством Гордиан, как и его отец, получил прозвище «Африканский». После этого в Рим было отправлено посольство с посланием нового императора сенату и народу. На заседании сенаторы признали императорское звание Гордианов и организовали комитет по обороне Италии от предполагаемого вторжения Максимина. Помимо этого сторонниками Гордианов был убит префект претория Виталиан. Множество восточных провинций, среди которых были Азия, Понт и Вифиния, Галатия, Ликия и Памфилия, Сирия и Египет, выступили в поддержку мятежа Гордианов. Западные провинции, напротив, в большей степени сохранили верность Максимину Фракийцу.

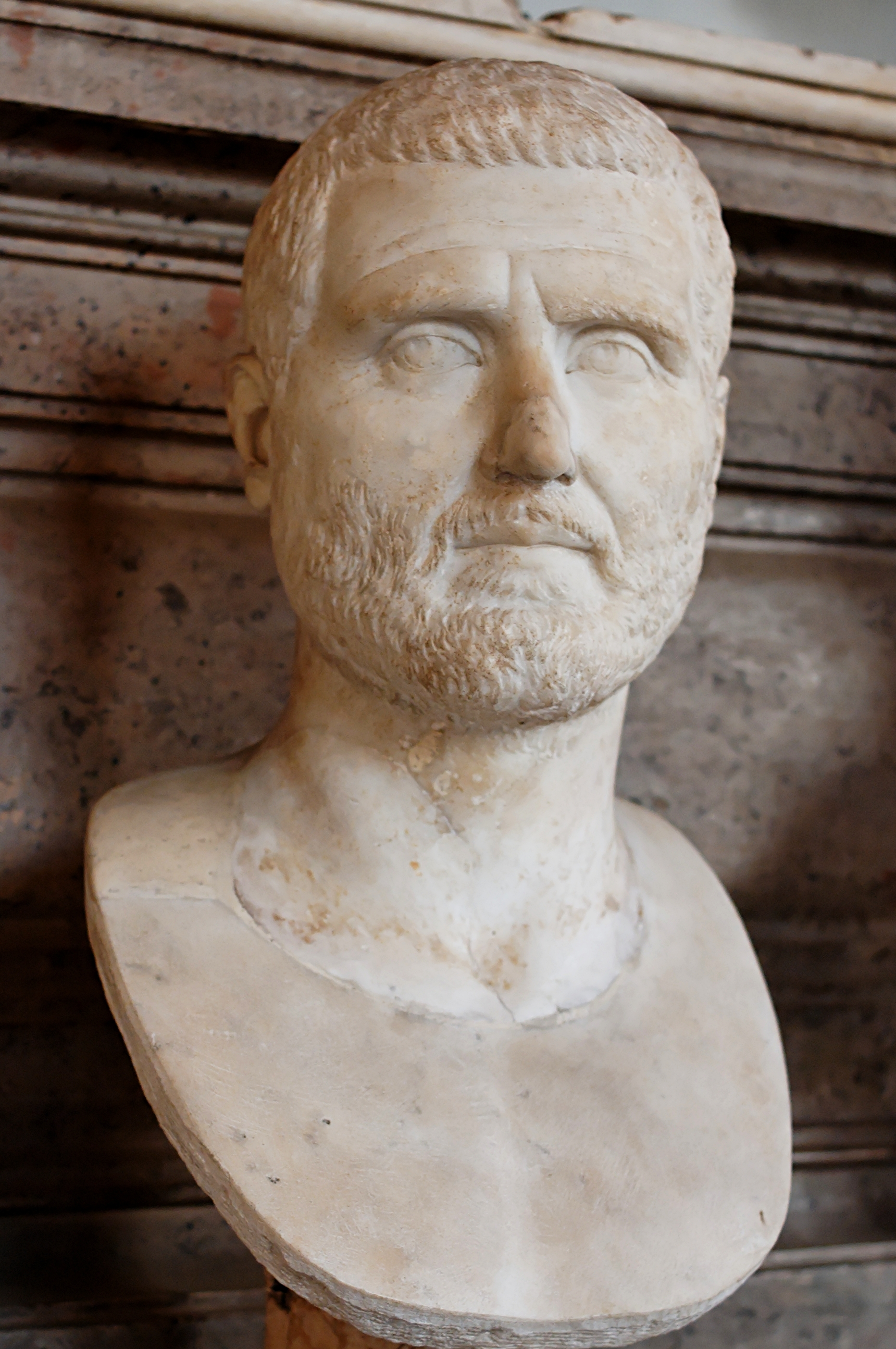
Бюст Гордиана I (Капитолийский музей)

Несмотря на восторженную поддержку жителей Карфагена и успех в Риме и провинциях, Гордиан II и его отец оказались перед лицом серьёзной опасности, угрожавшей их власти. Капелиан, легат пропретор соседней провинции Нумидия, был личным врагом Гордиана I, и в его распоряжении находилось большое количество войск. После начала восстания Гордиан-старший приказал Капелиану сложить с себя полномочия наместника, однако тот отказался и, убедив армию сохранить присягу Максимину, выдвинулся на оплот мятежников. Менее чем через месяц после провозглашения Гордиана императором войско Капелиана, в которое входили отряд III Августова легиона и вспомогательная кавалерия, появилось у стен Карфагена. Гордиан II возглавил организованный для обороны города отряд, состоявший, по-видимому, из когорты III Августова легиона и городской когорты Карфагена (всего около тысячи человек) и местных ополченцев. Однако мятежники оказались не в состоянии противостоять опытному войску под командованием Капелиана. Геродиан следующим образом описывает произошедшее сражение:

«Во время столкновения численное превосходство было на стороне карфагенян, но они не имели боевого порядка, не были обучены военным делам (потому что выросли во время продолжительного мира и постоянно предавались празднествам и наслаждениям) и были лишены оружия и военных орудий. Каждый прихватил из дома либо маленький меч, либо топор, либо дротики, употребляемые на псовой охоте; нарезав оказавшиеся под рукой шкуры и распилив бревна на куски случайных форм, каждый, как мог, изготовлял прикрытия для тела. Нумидийцы же — меткие копьеметатели и настолько великолепные наездники, что управляют бегом коней без узды, с помощью одной лишь палки. Они с большой лёгкостью повернули массу карфагенян, которые, не выдержав их напора, побросав все, обратились в бегство. Тесня и топча друг друга, те в большей степени были погублены своими, нежели врагами»
В ходе сражения Гордиан II был убит, а его тело так и не было найдено. Гордиан-старший, узнав о поражении, покончил жизнь самоубийством. Совместное правление Гордианов продолжалось двадцать или двадцать два дня. Одержав победу и войдя в Карфаген, Капелиан начал террор против восставших: перебил спасшихся во время сражения горожан, подверг разграблению храмы, похитил значительные суммы денег. Пострадали и другие города (например, Тисдра) и сельская местность, где солдаты Капелиана грабили и разоряли поля. Гордиан II стал не последним представителем потомков своего отца, занявшим престол. Восстание против Максимина Фракийца продолжилось в Риме во главе с сенатскими ставленниками Бальбином и Пупиеном, провозглашёнными императорами, и сыном сестры Гордиана II Гордианом III, которого объявили цезарем. Вскоре погиб Максимин Фракиец, убитый собственными солдатами у Аквилеи, а спустя некоторое время преторианцы свергли Бальбина и Пупиена. В результате в середине 238 года Гордиан III стал единоличным правителем римского государства. Гордиан II был обожествлён по приказу его племянника, получив, таким образом, признание после смерти, чего ему не удалось достичь при жизни.